# Otto Dix

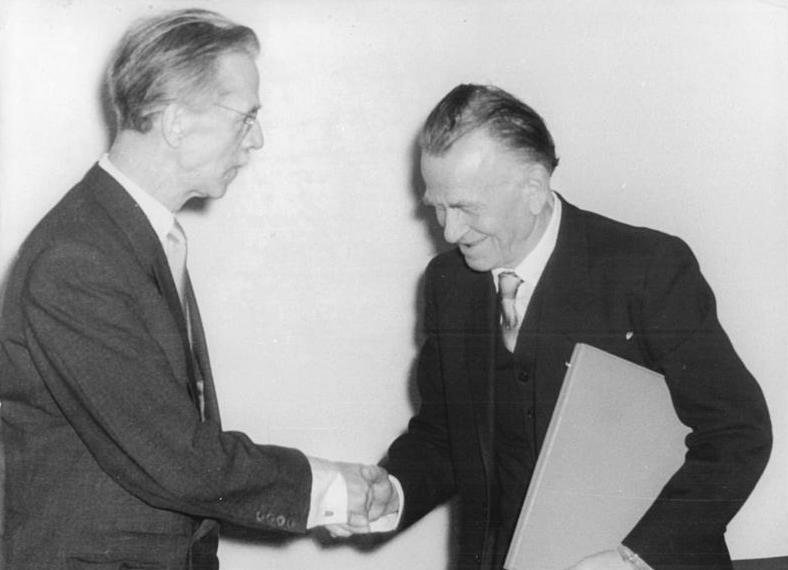
Otto Dix (la dreapta)

Wilhelm Heinrich Otto Dix (n. 2 decembrie 1891, Gera, Turingia, Germania – d. 25 iulie 1969, Singen, Republica Federală Germania) a fost un pictor, desenator și gravor considerat ca unul dintre cei mai importanți artiști plastici germani ai secolului XX.

## Biografia și opera
A fost influențat de expresionism și de curentul „noua obiectivitate” („Neue Sachlichkeit”), fiind interesat de critica socială. În compozițiile sale, Dix prezintă războiul și consecințele lui tragice, între care șomajul și privațiunile proletariatului. A pictat și portrete, peisaje și scene de gen. Ca desenator excelent, a lăsat posterității peste 6.000 de desene și schițe. A realizat picturi și lucrări în acuarelă care evocă stilul renascentist.
Cele mai ample colecții cu lucrări ale lui Otto Dix se află la Kunstmuseum („Muzeul artelor”) din Stuttgart și la Museum Gunzenhauser din Chemnitz (fost Karl-Marx-Stadt).
În 1933, după ce naziștii au acaparat puterea, Dix a fost unul dintre primii profesori dați afară din serviciul la universitate. Patru ani mai târziu, lucrări ale lui Dix au figurat printre operele plastice prezentate de regimul nazist (între altele într-o celebră expoziție la München) ca „entartete Kunst” („artă degenerată”) și „sabotarea apărării prin artă”. 260 de lucrări i-au fost scoase din muzee, confiscate, vândute și arse. Totuși, în 1937, anul expoziției de tristă faimă din München, două lucrări ale lui Dix au fost prezente într-o expoziție în Gera, prilejuită de sărbătorirea a 700 de ani de la fondarea orașului. După două săptămâni lucrările au fost scoase la dispoziția conducerii naziste a regiunii. Un an mai târziu Dix a fost ținut de Gestapo în arest preventiv timp de două săptămâni, în urma unui atentat împotriva lui Adolf Hitler. În 1945 a fost mobilizat în „Volkssturm”, forma de organizare paramilitară într-o ultimă încercare a regimului de a opune rezistență Aliaților. Dix a fost în prizonierat francez până în 1946.
În anii postbelici Dix nu s-a putut ralia la curentele artistice din RFG și RDG (aici realismul socialist). Însă instituții din ambele state germane i-au conferit onoruri și distincții. Între 1946-1966 Dix a avut șederi anuale de lucru la Dresda. În 1959 i-a fost conferită „crucea federală pentru merit” (decorație vest-germană).

## Opere
- Vânzătorul de chibrituri, 1920
- Metropola (triptic), 1928
- Războiul (triptic), 1929-1932
- Triumful morții, 1934

## Legaturi externe
Materiale media legate de Otto Dix la Wikimedia Commons